# ハールレム聖ルカ組合の理事たち
『ハールレム聖ルカ組合の理事たち』（ハールレムせいルカくみあいのりじたち、蘭: De overlieden van het Sint Lucasgilde te Haarlem, 1675、英: The Governors of the Guild of St Luke, Haarlem, 1675）は、オランダ黄金時代の画家ヤン・デ・ブライが1675年にキャンバス上に油彩で制作した集団肖像画である。画面左下の椅子に制作年が記されている。作品は1821年に購入されて以来、アムステルダム国立美術館に所蔵されている。

## 作品
ヤン・デ・ブライは歴史画も描いたが、フランス・ハルス亡き後のハールレムで最も重要な肖像画家であった。この集団肖像画には、ハールレム聖ルカ組合の理事会の一員であったヤン・デ・ブライ自身が登場している。彼は、画板を手にした左から2番目の人物である。その手前の人物のヘリット・ムルラート (Gerrit Mulraet) は、画家と彫刻家の守護聖人である聖ルカ像の浮彫がある円盤を掲げている。
描かれている人物の名前は、左から右に、ウォウテル・クニフ (Wouter Knyff)、ヤン・デ・ブライ、ヘリット・ムルラート、ヤン・ホリンフ (Jan Golingh)、ヤン・クラースゾーン・マルセリス (Jan Claesz Marselis)、ディルク・デ・ブライ (ヤンの弟)、ヤン・デ・ヨンフ (Jan de Jongh) である。背景の壁には、2枚の風景画が掛けられている。
画中の何人かの人物はヤン・デ・ブライではなく、ほかの画家が描いた。アムステルダム国立美術館に所蔵されている1800年ごろの複製素描によれば、ヤン・ホリンフとヤン・デ・ヨンフはそれぞれ本人が描いた自画像であり、ヤン・デ・ブライの肖像はヤンの弟ディルク・デ・ブライが描いた、という注記が付けられている。一方、ディルクの肖像はヤンの手になる。
ヤン・デ・ブライ以外の画家の手が入っているとしても、本作の主な作者がヤンであることは間違いない。彼の様式は先達者ハルスよりもいっそう滑らかで洗練されているが、彼はハルス同様に画中の人物をできるだけ形式ばらずに描こうと努めており、その試みは成功している。男性たちの変化に富むポーズと様々な方向に向けられた視線により、本作は現実味を備えた生気あふれる集団肖像画となっているのである。